# Озеренская
Озеренская — слобода в Венёвском районе Тульской области России.
В рамках административно-территориального устройства является центром Озеренского сельского округа Венёвского района, в рамках организации местного самоуправления входит в Центральное сельское поселение.
Является родиной Ивана Алексеевича Лихачёва, советского организатора автомобильной промышленности.

## География
Расположена на реке Венёвка, на северо-восточной границе города Венёв.

## Население
| 2002 | 2010 |
| ---- | ---- |
| 234  | ↘196 |

Население — 196 чел. (2010).